# Nikon D300

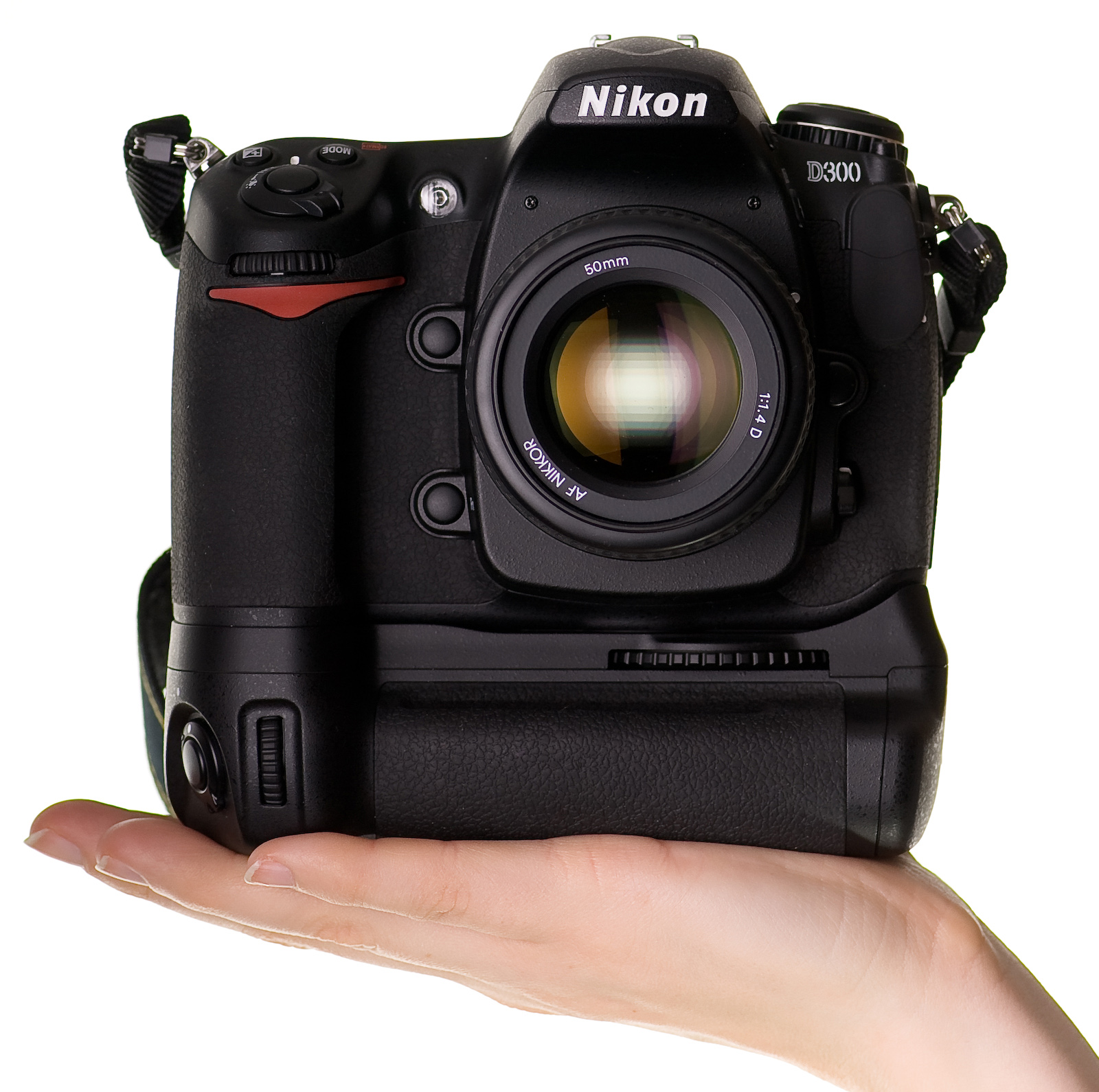
Nikon D300 con el grip de disparo vertical MB-D10.

La Nikon D300 es una cámara fotográfica digital DSLR producida por la empresa Nikon, orientada al usuario profesional, lanzada en agosto de 2007.
Posee un sensor CMOS, 23,6 x 15,8 mm de 13,1 millones de píxeles con formato DX de Nikon, mientras la Nikon D3 (su equivalente de gama alta) incorpora el formato FX, el formato réflex completo ("full frame", del mismo tamaño que un fotograma de película de 35mm) de Nikon.
Características:
- 12,3 megapíxeles
- 8 imágenes por segundo.
- Cuerpo de magnesio (825 gramos)

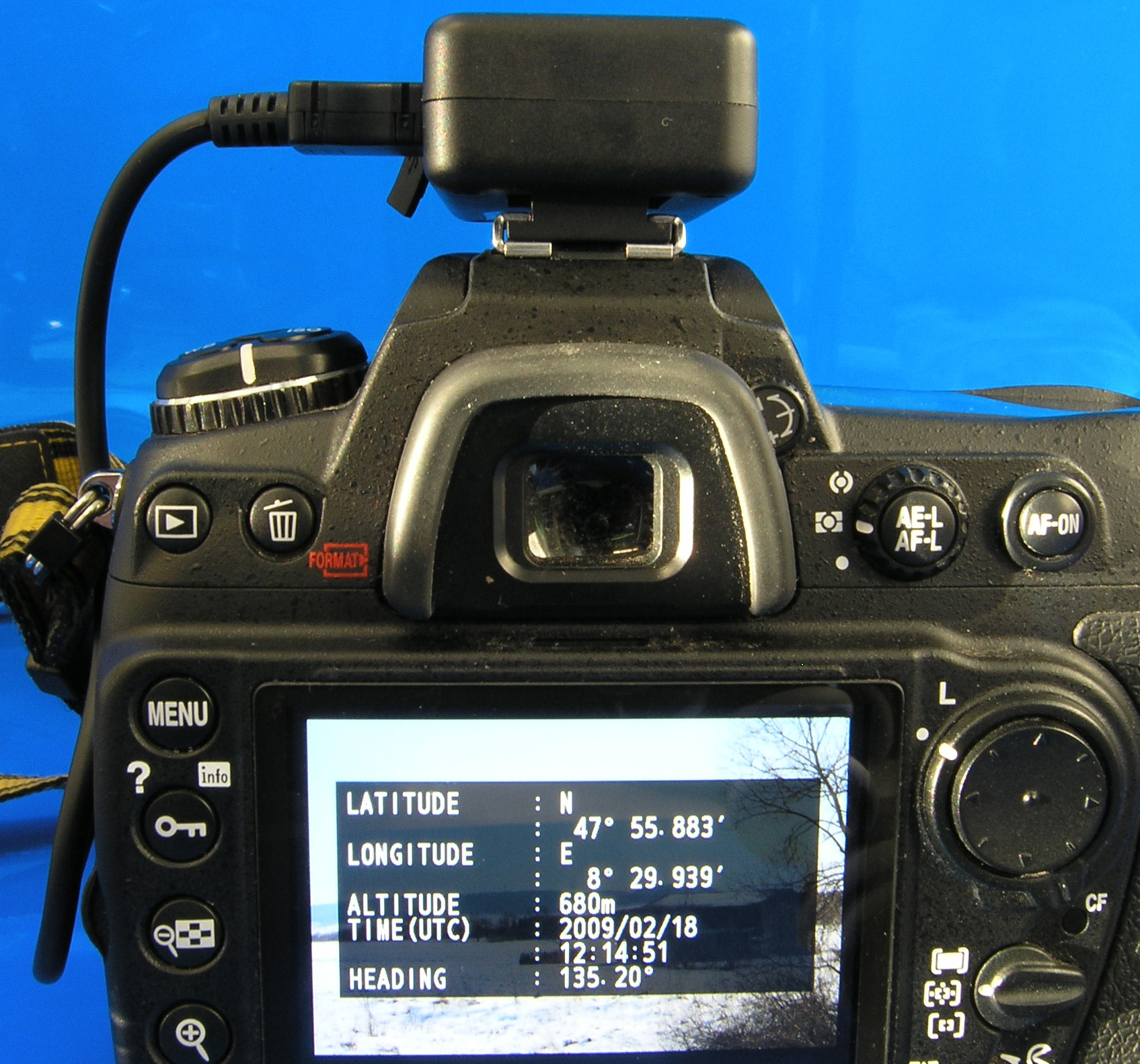
Nikon D300 para "Solmeta Geotagger N2 Kompass"

- Formatos de imagen: JPEG, NEF (RAW de Nikon), TIFF (RGB)
- Dimensiones: 147×114×74 mm
- Almacenamiento en tarjetas CF I y II, Microdrive.
- Sistema de archivos: Compatible con DCF 2.0, DPOF y Exif 2.21